# Afonso Dhlakama
Afonso Marceta Macacho Dhlakama (ur. 1 stycznia 1953 w Mangunde, zm. 3 maja 2018) – mozambicki polityk i bojownik. Lider Narodowego Ruchu Oporu Mozambiku (RENAMO). Kandydat w wyborach prezydenckich w 1994, 1999, 2004 oraz w 2009.

## Życiorys
Afonso Dhlakama przed wstąpieniem w szeregi FRELIMO był żołnierzem portugalskiej armii kolonialnej. W 1976 opuścił FRELIMO, zostając jednym z założycieli RENAMO, prawicowej organizacji partyzanckiej. Po tym jak pierwszy przywódca RENAMO, André Matsangaissa, został zabity w 1979 przez siły rządowe FRELIMO, Dhlakama po krwawej walce o przywództwo, stanął na czele organizacji. Ruch ten w latach 1977–1992 walczył z FRELIMO w czasie wojny domowej. Był w tym czasie wspierany przez rządy białej mniejszości w Rodezji oraz rząd RPA.
Po podpisaniu porozumienia pokojowego w Rzymie pod egidą ONZ w 1992, RENAMO przekształciło się w partię polityczną z Dhlakamą na czele jako swoim liderem. W 1994 wziął udział w pierwszych wolnych wyborach prezydenckich w Mozambiku. Przegrał jednak z kandydatem FRELIMO, Joaquimem Chissano (53,3% głosów), zdobywając 33,7% głosów poparcia.
W 1999 ponownie wystartował w wyborach prezydenckich, ponownie przegrywając z Chissano, tym razem stosunkiem głosów 47,7% do 52,3%. W wyborach prezydenckich w grudniu 2004 po raz trzeci uległ kandydatowi FRELIMO, Armando Guebuzie (63,7%), uzyskawszy 31,7% głosów poparcia.
W lipcu 2009 ponownie został wybrany szefem partii na kolejne pięć lat oraz został kandydatem RENAMO w kolejnych wyborach prezydenckich w Mozambiku w październiku 2009. W czasie kampanii wyborczej opowiadał się za ułatwieniami w uzyskiwaniu kredytów przez drobnych przedsiębiorców oraz ludzi młodych. Zapowiedział wprowadzenie zmian w systemie sądownictwa, który jego zdaniem sprzyja partii rządzącej, tak by wszyscy obywatele byli traktowani sprawiedliwie. Powiedział, że w przypadku kolejnej przegranej, nie weźmie już udziału w przyszłych wyborach. W wyborach 28 października 2009 zajął drugie miejsce, zdobywając 16,41% głosów poparcia i ustępując miejsca prezydentowi Guebuzie, który uzyskał 75% głosów.